# Parachilus scripticeps
Parachilus scripticeps är en stekelart som först beskrevs av Cameron 1910.  Parachilus scripticeps ingår i släktet Parachilus och familjen Eumenidae. Inga underarter finns listade i Catalogue of Life.